# Bonne de Berry
Pour les articles homonymes, voir Berry (homonymie).
Bonne de Berry (château de Mehun-sur-Yèvre, janvier ou février 1367 - château de Carlat, 30 décembre 1435), vicomtesse de Carlat, est une princesse française du temps de la guerre de Cent Ans. Fille de Jean, duc de Berry, frère du roi Charles V de France, elle est très tôt utilisée dans les manœuvres diplomatiques françaises destinées à consolider les alliances du royaume de France. D'abord mariée au comte de Savoie Amédée VII, décédé prématurément en 1391, elle est alors écartée de la régence du comté de Savoie au profit de sa belle-mère, Bonne de Bourbon. Son père lui fait épouser peu après son cousin Bernard VII, comte d'Armagnac.

## Biographie
Née en janvier ou février 1367, sans doute au château de Mehun-sur-Yèvre, Bonne est la fille aînée du prince Jean, duc de Berry, frère du roi Charles V de France, et de sa première épouse Jeanne, fille du comte Jean Ier d'Armagnac. Elle est prénommée en mémoire de sa grand-mère paternelle, Bonne de Luxembourg, sœur de l'Empereur Charles IV et fille de Jean Ier de Bohême, dit l'Aveugle.
Elle épouse en premières noces, le 18 janvier 1377, Amédée VII, comte de Savoie (1360 † 1391),, dont :
- Amédée VIII (1383 † 1451), comte (1391-1416) puis duc de Savoie (1416-1440) et antipape sous le nom de Félix V (1439-1449) ;
- Bonne de Savoie (1388 † 1432), mariée en 1403 à Louis de Savoie-Achaïe (1364 † 1418), seigneur de Piémont ;
- Jeanne de Savoie, née posthume, (1392 † 1460), mariée en 1411 à Jean Jacques Paléologue (1395 † 1445), marquis de Montferrat, d'une branche cadette de la maison Paléologue, famille d'empereurs byzantins.

Elle entre en conflit avec Bonne de Bourbon pour l'obtention de la régence pour Amédée VIII. La Savoie fut divisée en deux parties à cette occasion, la solution vint des Trois-États qui vont attribuer la régence à Bonne de Bourbon qui est pourtant la grand-mère du jeune comte. Bonne de Berry doit alors s'exiler.
Veuve, elle se remarie à Mehun-sur-Yèvre vers 1393 à Bernard VII (1363 † 1418), comte d'Armagnac, et a :
- Jean IV (1396 † 1450), comte d'Armagnac ;
- Marie, née en 1397, morte jeune ;
- Bonne d'Armagnac (1394 † 1435), mariée en 1410 avec Charles (1394 † 1465), duc d'Orléans ;
- Bernard de Pardiac (1400 † 1462), comte de Pardiac, vicomte de Carlat et de Murat, et par mariage comte de la Marche, de Castres et duc de Nemours ;
- Anne, née en 1402, mariée en 1417 avec Charles II, sire d'Albret (1407 † 1471) ;
- Jeanne, née en 1403, morte jeune ;
- Béatrix, née en 1406, morte jeune.